# Конде, Нинель
Нинель Конде (исп. Ninel Conde, родилась 29 сентября 1970) — мексиканская актриса, певица, модель, телеведущая, номинантка Latin Grammy Award, больше всего известна по телесериалам Rebelde и Fuego en la Sangre. Нинель Конде училась при Centro de Arte и Teatro Emilia Carranza, а также в мастерских Sergio Jiménez и René Pereira. После обучения работала с компаниями Televisa в сериалах Bajo el Mismo Rostro (1995), Luz Clarita (1996) и на TV Azteca в сериалах Catalina y Sebastián (1999), за который получила награду Sol de Oro в номинации «Лучшая новая актриса», и Como en el cine (2001).
Помимо теленовелл Нинель принимала участие в нескольких телешоу, например, Al Derecho y Al Derbez, Lo Que Callamos Las Mujeres.
Конде, прежде всего, телевизионная актриса, но она также снималась в фильмах. За один из них «Mujeres Frente al Espejo», где она сыграла в Сильвией Паскель, Габриэлой Гольдсмит и Исаурой Эспиноса – получила награду Palmas de Oro.
В 2003 году Нинель выпустила свой первый альбом Ninel Conde. Сингл Callados она исполнила со своим тогдашним бойфрендом Jose Manuel Figueroa.
Популярность пришла к Нинель в 2004 году, когда она приняла участие в третьем сезоне реалити-шоу Big Brother VIP. В ограниченном пространстве она прожила 43 дня. В октябре того же года она снялась в молодежной теленовелле Rebelde. Роль Альмы Рей стала самой яркой в её карьере.
В 2005 году Конде появилась в американской драме Ugly Betty (который был адаптирован в России как «Не родись красивой»). После она принимала участие в конкурсе — реалити-шоу El Show de los Sueños вместе с такими звёздами, как Pee Wee, Kalimba Marichal, Gloria Trevi, DJ Flex/Nigga, Mariana Seoane и Priscila.
В 2008 году она сыграла в теленовелле Fuego en la Sangre, а в августе 2009 — в теленовелле Mar de amor. Нинель Конде также выпустила три альбома — Ninel Conde (2003), La Rebelde (2005) и Libre, релиз которого намечен на 2010 год.

## Личная жизнь
В 1990-х годах Нинель была замужем за актёром Ари Телчем. В этом браке Конде родила своего первенца — дочь Софию Телч Конде (род.1997).
В 2007—2013 года Нинель была замужем за бизнесменом Хуаном Альберто Сепеда Мендесом.
С сентября 2013 года Нинель состоит в фактическом браке с Джованни Мединой. В этих отношениях Конде родила своего второго ребёнка и первого сына — Эммануэля Медину (род.21.10.2014).
Несколько лет назад[когда?] Нинель Конде была очень близка к смерти. Она попала в авиакатастрофу, когда самолет из Коста-Рики упал в озеро. К счастью, все пассажиры были спасены.

## Сериалография
Море любви / Mar de amor - 2009 (Мексика)
- 2009-2010: Огонь в крови / Fuego en la sangre - 2007-2008 (Мексика)
- 2007-2008: Мятежники / Rebelde - 2004-2006 (Мексика)
- 2004-2006: Женские секреты / Lo que callamos las mujeres - 2001 – ...) (Мексика)
- 2001-2002: Словно в  кино / Como en el cine - 2001 (Мексика)
- 1999:Запретные поцелуи / Besos prohibidos - 1999 (Мексика)
- 1999: Каталина и Себастьян / Catalina y Sebastian - 1999 (Мексика)

## Дискография
- Ninel Conde (2003)
- Y ganó el amor (2004)
- La Rebelde (2005)
- Bombón Asesino (2006)
- Ayer y Hoy (2011)